# Kurt Busiek

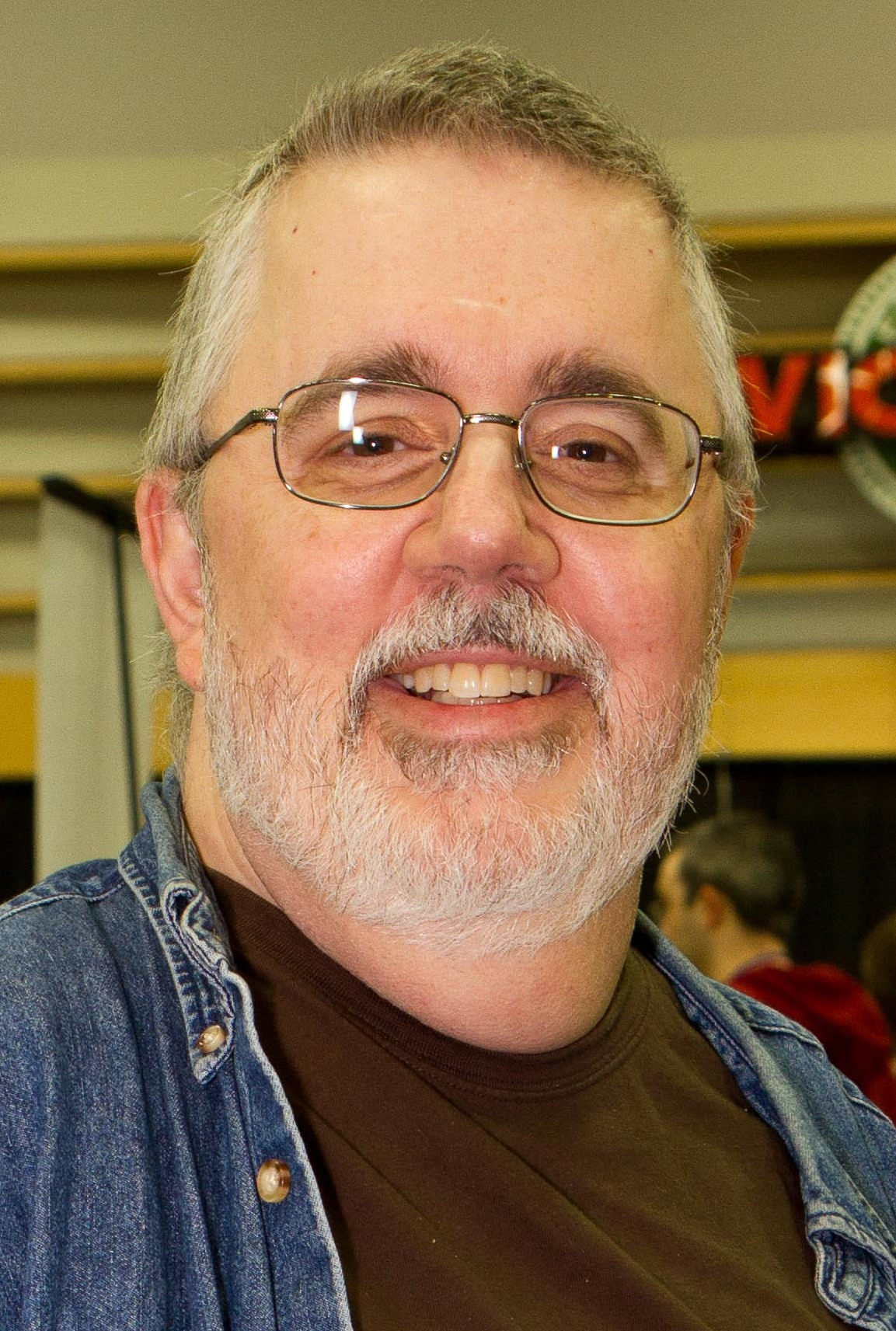
Kurt Busiek beim Stumptown Comics Festival (2012)

Kurt Busiek (* 16. September 1960 in Boston, Massachusetts) ist ein US-amerikanischer Comicautor. Er ist bekannt für seine Arbeiten für DC Comics und Marvel Comics sowie für die von ihm geschaffene Serie Kurt Busiek’s Astro City.

## Leben
Aufgrund eines elterlichen Verbots begann Busiek erst als 14-Jähriger mit dem Lesen von Comics. An der High School und am College war er mit dem gleichaltrigen Scott McCloud befreundet, mit dem er zusammen Comics zeichnete. Sein erster professioneller Beitrag war eine Geschichte zu Green Lantern im Jahr 1983.
In der Folge arbeitete er für die beiden großen amerikanische Verlage DC und Marvel u. a. für die Serien Superman und Avengers. 1995 erschuf er bei Image Comics die dem Superhelden-Genre zuzurechnende Serie über die Stadt Astro City, für die er mehrfach ausgezeichnet wurde. In ihrer jüngsten Form läuft die Serie seit 2013 bei DC Comics.
Kurt Busiek lebt mit seiner Frau und zwei Töchtern im Pazifischen Nordwesten.

## Auszeichnungen
Kurt Busiek ist für sein Schaffen mehrfach ausgezeichnet worden. u. a. 1998 mit dem Harvey Award in der Kategorie Best Writer. In der gleichen Kategorie erhielt er ein Jahr später auch den Eisner Award.